# Rozgonyi Ernő
 Rozgonyi Ernő (Budapest, 1933. augusztus 16. – Székesfehérvár, 2018. március 4.) magyar közgazdász, politikus, országgyűlési képviselő.

## Életrajza

### Korai évei
Régi, magas rangú katonacsaládban született, Rozgonyi Ernő (1908–1993) közgazdász doktor és Tschan Margit (1899–1980) német-olasz tanárnő gyermekeként.
Családjától a második világháború utáni bolsevista diktatúra államosítás címén mindent elvett. Származása miatt egyetemi tanulmányokat sem folytathatott, ezért geodétaként dolgozott, tizenkét további évben viszont rendszeresen egyetemi felvételi vizsgát tett.

### Szakmai és politikai tevékenysége
Sorkatonai munkaszolgálata alatt, 1956. október 24-én az OLLEP Építő Törzs tisztjei bezárták a körletbe, és november 4-én a Szovjet Hadsereg lefegyverezte, majd másnap szélnek eresztette a büntető-építő század minden tagját. A népi hadseregben megtapasztalta a kádertisztek züllöttségét, szakmai-vezetői alkalmatlanságát és bűnszervezeti működését. 1966-ban a Pénzügyi és Számviteli Főiskola esti tagozata hallgatójaként ipari-számviteli szakon jeles államvizsgát tett. A tehetséges, nyelveket beszélő, képesítésénél sokkal műveltebb közgazdász szakembernél az új gazdasági mechanizmus szellemében már nem volt akadály a származása: október 16-ától a Pénzügyminisztérium alkalmazottjaként építőipari pénzügyi kérdésekkel foglalkozott. Az ortodox kommunista vonal felszámolta az enyhülés korszakát, és néhány év múlva már üldözték az új gazdasági mechanizmus kidolgozóit. 1970 szeptemberében hamis vádak alapján őrizetbe vették Rozgonyit, és izgatás címén vádat emeltek ellene. A fizikai és lelki megpróbáltatás a legszigorúbb börtönbüntetést, Szovjetunió-beli internálást helyezett kilátásba, ám a politika változása miatt pénzbírság fejében kiszabadult.
1974-ben a VI. kerületi Közlekedési Építésügyi és Lakáspolitikai Főosztályra került, ahol politikai nézetei és szakmai tájékozottsága miatt állandó fenyegetés alatt dolgozott. 1984-ben a SZÖVOSZ Lakásszövetkezeti Főosztályára került, ahol szintén az MSZMP KB ortodox kommunista szárnyával találta magát szemben. A rendszerváltáskor a széteső SZÖVOSZ egyik utódának lett ügyvezető igazgatója.
1992 tavaszán Kupa Mihály pénzügyminiszter kinevezte a Kincstári Vagyonkezelő szervezet gazdasági igazgatójává és 1994-ben innen vonult nyugállományba. 1989-ben a KDNP-be lépett be, de 1993-ban csalódott a pártja vezetésében és átlépett Csurka István akkoriban alapított MIÉP-jébe. 1998–2002 között országgyűlési képviselőként a párt frakcióvezetőjeként működött. A Postabank veszteségeinek okát vizsgáló albizottság tagjaként ismét életveszélyes fenyegetések sorát kapta, amihez a korábbi évtizedek alatt hozzászokott. 2003-ban néhány párttársával kivált a MIÉP-ből és megalakították a Magyar Nemzeti Front nevű pártot, azonban Rozgonyi 2004-ben átment a Jobbik Magyarországért Mozgalomba. 2010-ben szintén bekerült képviselőként a parlamentbe a Jobbik színében, de 2012 decemberében kilépett a pártból és a frakcióból is, de mandátumát nem adta vissza. 2013 januárjában ismét a MIÉP tagja lett. Rozgonyi Ernő 2018. március 4-én, vasárnap éjjel a lakásán rosszul lett és kórházba szállították, ahol nem sokkal később elhunyt. A MIÉP saját halottjának tekinti a politikust, aki a párt pénzügyminiszter-jelöltje lett volna a 2018-as magyarországi országgyűlési választáson.

### Családja
Harmadik felesége Vidos Mária volt. Egy korábbi házasságából 1966-ban született Zoltán fia a Fidesz zuglói képviselőjeként és alpolgármestereként dolgozott.